# 自由党 (日本 1989 - )
新自由党（しんじゆうとう）は、高橋妙子と石川八郎が1989年に結成した日本の政党。石川は1998年に自由党（じゆうとう）を、1994年以降の法令では政党要件を満たさない政治団体として結成する。本記事ではこれらの党派について記述する。

## 歴史

### 新自由党
1989年に結成。解散して当時3年が経っていた新自由クラブとは無関係。高橋妙子が党総裁、日本国民政治連合などから立候補歴のある石川八郎が党副総裁を務め、国政選挙に候補者を擁立し続けた。政見放送では和装の高橋と背広の石川が並んで登場するスタイルであった。

### 自由党
1998年、新自由党は、党名を自由党と改め、石川が副総裁（党首）に就任した。党首にもかかわらず肩書を「副総裁」としたのは、小沢自由党との混同を期待するためと見られている。「消費税廃止」「渋滞解消」などが主要政策。
自由党へ党名変更した直後の第18回参院選に、石川は愛知県選挙区から出馬したが、同じ参院選には小沢一郎が率いる自由党も候補者を多数擁立しており、2つの自由党が並立する異例の事態になった。
もっとも、石川自由党は政党要件未達により「その他の政治団体」としてマスコミに扱われたが、小沢自由党も現職議員の都築譲を公認せず無所属で立候補させたため、石川自由党と小沢自由党とを混同した報道が一部で見られた。結局、石川は91,467票を獲得。落選したものの、国会に議席を有する既成政党の擁立した一部の候補者に得票数で肉薄した(なお、都築は218,403票を得たが落選)。
続く第19回参議院議員通常選挙でも、石川は愛知県選挙区から立候補したが、連続落選。この時は小沢自由党が宮田正之を公認したためか、石川の得票は18,584.777票と激減している（小数点以下は按分票。なお、宮田は131,886票を得たが落選）。
現在では、現存の「政党」（政党要件を満たし届けのあるもの）と同一または紛らわしい名称を「政治団体」が用いることは、政治資金規正法などにより禁止されているため、当時の選挙で「自由党」の名称が重複したようなことは起こらない。